# Forest (Ohio)
Pour les articles homonymes, voir Forest.
Forest est un village américain situé dans le comté de Hardin, dans l'Ohio. Selon le recensement de 2010, sa population est de 1 461 habitants.